# Liste der Naturdenkmale in Mahlstetten
| Naturdenkmale | Anzahl |
| ------------- | ------ |
| FND           | 0      |
| END           | 4      |
| Gesamt        | 4      |

Die Liste der Naturdenkmale in Mahlstetten nennt die verordneten Naturdenkmale (ND) der im baden-württembergischen Landkreis Tuttlingen liegenden Gemeinde Mahlstetten. In Mahlstetten gibt es insgesamt vier als Naturdenkmal geschützte Objekte, keines ist ein flächenhaftes Naturdenkmal (FND), alle sind Einzelgebilde-Naturdenkmale (END).
Stand: 1. November 2016.

## Einzelgebilde (END)
| Name                      | Bild | Kennung     | Einzelheiten | Position | Fläche Hektar | Datum        |
| ------------------------- | ---- | ----------- | ------------ | -------- | ------------- | ------------ |
| Fichtenabnormität         | BW   | 83270330004 | Mahlstetten  | ⊙        | 0,0           | 9. Dez. 1991 |
| Riegertsbühl-Linden       | BW   | 83270330003 | Mahlstetten  | ⊙        | 0,0           | 9. Dez. 1991 |
| Weidebuchen u. Kirschbaum | BW   | 83270330002 | Mahlstetten  | ⊙        | 0,0           | 9. Dez. 1991 |
| 1 Esche                   | BW   | 83270330001 | Mahlstetten  | ⊙        | 0,0           | 9. Dez. 1991 |
| Legende für Naturdenkmal  |      |             |              |          |               |              |